# 衛生局駅
衛生局駅（えいせいきょくえき）は台湾高雄市苓雅区奏捷里にある高雄捷運環状軽軌の駅。駅番号はC33。凱旋二路と凱旋二路81巷の交差点北東側に位置する。

## 歴史
- 2017年2月9日 - 起工[1]。
- 2018年8月22日 - 駅名決定[2][注 1]。
- 2021年1月12日 - 開業[5]。

## 駅構造
相対式ホーム1面2線の地上駅。
| 地上                                       |                                                         |
| 歩道、凱旋二路                             |                                                         |
| 相対式ホーム、右側のドアが開く。簡易改札機 |                                                         |
| 内回り・下り                               | ←■環状軽軌 籬仔内・哈瑪星・鼓山区公所方面（五権国小駅） |
| 外回り・上り                               | →■環状軽軌 凱旋公園方面（凱旋公園駅）→                  |
| 相対式ホーム、右側のドアが開く。簡易改札機 |                                                         |
| 凱旋二路                                   |                                                         |

## 駅周辺
- 高雄市立民生医院（中国語版）
- 高雄市立凱旋医院（中国語版）
- 高雄市政府衛生局
- 国立高雄師範大学和平キャンパス
- 国立高雄師範大学附属高級中学（中国語版）
- 五塊厝慈聖宮（中国語版）
- 高雄市立福東国民小学
- 奏捷芸術公園
- YouBike（高雄市公共自転車（中国語版）
  - 高雄師大附中(凱旋二路)站
  - 高雄市衛生局站

## 隣の駅
高雄捷運
■環状軽軌
凱旋公園駅 C32 - 衛生局駅 C33 - 五権国小駅 C34

### 註釈
1. ↑  計画時の仮称は民生医院で[3]、投票時の候補は凱旋医院、衛生局、高雄師大だった[4]。